# Matt Hollywood
Matt Hollywood, né à Syracuse dans l'État de New York le 11 juin 1973, est un chanteur, guitariste, bassiste, auteur et compositeur américain. Ancien membre du groupe The Brian Jonestown Massacre jusqu'en 2001 et membre-fondateur de la formation The Out Crowd, groupe de rock basé à Portland, Oregon, il a également fait partie du groupe de rock The Rebel Drones.
En 2010, Matt Hollywood travaille à nouveau au sein de Brian Jonestown Massacre pour un nouvel album, Who Killed Sgt Pepper?, et une tournée européenne.